# Europa Națiunilor Suverane
Europa Națiunilor Suverane (în engleză Europe of Sovereign Nations, în franceză L'Europe des Nations Souveraines, în germană Europa Souveräner Nationen, acronim ESN), cunoscut, de asemenea, ca Suveraniștii, este un grup politic din Parlamentul European de extremă dreapta suveranist, fiind cel mai mic grup politic din cel de al 10-lea Parlament European. Cea mai mare delegație de eurodeputați o are partidul german Alternativa pentru Germania (AfD). Grupul a fost fondat oficial pe 10 iulie 2024.

## Fondare
Planurile ca AfD să formeze un nou grup politic numit Suveraniștii au devenit cunoscute la scurt timp după alegerile pentru Parlamentul European din 2024. Europarlamentarii AfD au fost expulzați din Grupul Identitate și Democrație (ID) cu puțin timp înainte de alegeri din cauza rapoartelor despre simpatizarea naziștilor din partea conducerii AfD. Delegația AfD l-a exclus pe candidatul principal Maximilian Krah și a condus o încercare eșuată de reintegrare în Grupul ID. Pe 4 iulie 2024, europarlamentarul ceh Ivan David (SPD) a anunțat formarea unui grup politic cu AfD. Pe 8 iulie 2024, grupul parlamentar Patrioți pentru Europa (PfE) a fost înființat ca succesor al ID. În special, partidul ceh SPD, care a aparținut anterior grupului ID, a ales să nu se alăture PfE, invocând că nu doreau să fie în același grup cu cei care „au votat pentru Green Deal și au susținut imigrația” în referire la partidul ceh ANO.
AfD-ul german și SPD-ul ceh sunt ambii foști membri ai Grupului ID. Reconquête din Franța s-a divizat, patru din cinci europarlamentari ai săi s-au alăturat Conservatorilor și Reformiștilor Europeni după expulzarea acestora din partid. Unul lor europarlamentar rămas s-a alăturat Grupului Europa Națiunilor Suverane. Pe 12 aprilie 2024, Renașterea bulgară a organizat „Declarația de la Sofia” cu Mișcarea Republicii, Forumul Olandez pentru Democrație, Mișcarea Maghiară Patria Noastră, Alternativa pentru Suedia și Partidul Agricol pentru Zootehnie din Grecia. Republica Cehă pe Primul Loc! și-a declarat, de asemenea, interesul de a forma un grup „pacifist” și eurosceptic pentru a îmbunătăți relațiile cu Rusia, alături de partide precum Republica. Alte partide care au speculat să se alăture unui astfel de grup includ Se Acabó La Fiesta (SALF)din Spania și Victoria Greacă din Grecia.
Din cauza expulzării sale din AfD, Maximilian Krah este europarlamentar independent, iar calitatea sa de membru a fost respinsă de membrii cehi, polonezi și francezi din cauza declarațiilor sale despre SS și acuzațiilor de rusofilie. În iunie, SALF a negat orice legătură cu AfD. Includerea partidului român S.O.S. România în grupul parlamentar a fost, de asemenea, respinsă de AfD și Patria Noastră, în timp ce participarea europarlamentarului polonez KKP Grzegorz Braun și europarlamentarului Republicii Slovace Milan Mazurek au fost, de asemenea, respinse de AfD. Europarlamentarii Ruch Narodowy, care au contestat alegerile împreună cu Braun, s-au pronunțat împotriva aderării unui grup parlamentar în care este implicat AfD-ul german.
La ședința de constituire, René Aust (AfD) și Stanisław Tyszka (NN) au fost aleși copreședinți ai grupului parlamentar, cu Sarah Knafo (Reconquête), Milan Uhrík (Republika) și Stanislav Stoianov (Renașterea) fiind aleși ca vicepreședinți.

## Membri

Europa Națiunilor Suverane are eurodeputați în 8 state membre. Albastrul închis indică statele membre care trimit mai mulți europarlamentari, albastrul deschis indică statele membre care trimit un singur europarlamentar.

În ESN sunt incluse următoarele opt partide:
| Stat                 | Partid național | Partid național | Partid european | Partid european | Eurodeputați |
| -------------------- | --------------- | --- | --------------- | --------------- | ------------ |
| Bulgaria             |                 | Renașterea Възраждане                                                                                                   |                 | Fără            | 3 / 17       |
| Cehia                |                 | Democrația Liberă și Directă Svoboda a přímá demokracie (SPD)                                                           |                 | Fără            | 1 / 21       |
| Franța               |                 | Recucerirea Reconquête (R!)                                                                                             |                 | Fără            | 1 / 81       |
| Germania             |                 | Alternativa pentru Germania Alternative für Deutschland (AfD)                                                           |                 | Fără            | 14 / 96      |
| Lituania             |                 | Uniunea Poporului și Justiției (Centriștii, Naționaliștii) Tautos ir teisingumo sąjunga (centristai, tautininkai) (TTS) |                 | Fără            | 1 / 11       |
| Polonia              |                 | Noua Speranță Nowa Nadzieja (NN)                                                                                        |                 | Fără            | 3 / 53       |
| Ungaria              |                 | Mișcarea Patria Noastră Mi Hazánk Mozgalom (MHM)                                                                        |                 | Fără            | 1 / 21       |
| Slovacia             |                 | Mișcarea Republicii Hnutie Republika                                                                                    |                 | Fără            | 1 / 14       |
| Parlamentul European | Total           | Total | Total           | Total           | 25 / 720     |

1. 1 2  Anterior membru al Partidului ID dar a părăsit/a fost exclus în 2024.
2. 1 2  Nu toți membri partidului s-au alăturat grupului.
3. ↑  Parte din alianța poloneză Confederația. Ceilalți membrii nu s-au alăturat grupului.